# Arrade percnopis
Arrade percnopis là một loài bướm đêm trong họ Erebidae.